# Egg (Konstanz)

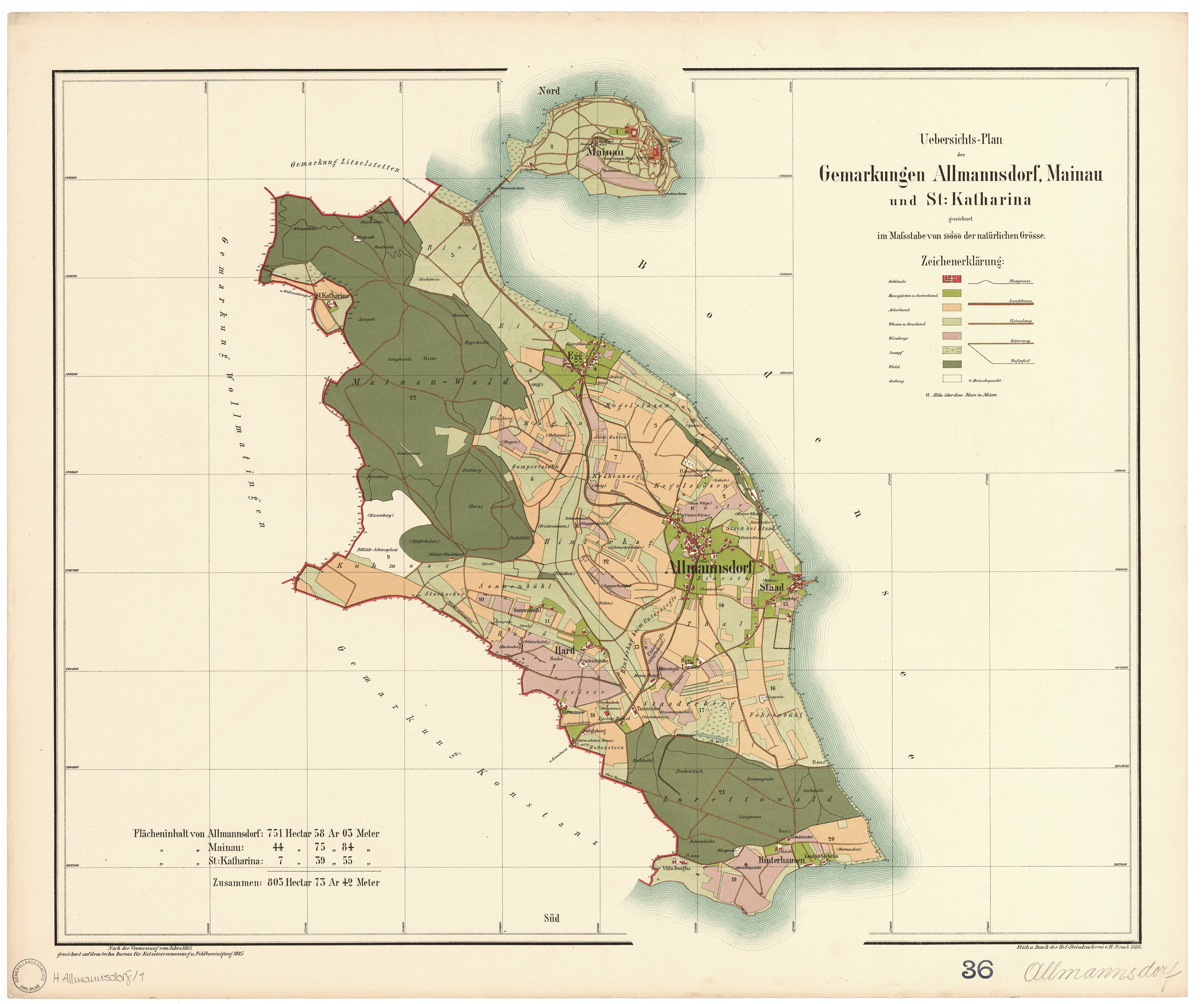
Egg bildete den nördlichen Teil der früheren Gemeinde Allmannsdorf

Egg ist ein Ortsteil von Konstanz in Baden-Württemberg. Im westlichen Bereich des Ortes liegt die im Jahr 1966 gegründete Universität Konstanz.

## Geografie und Verkehrsanbindung

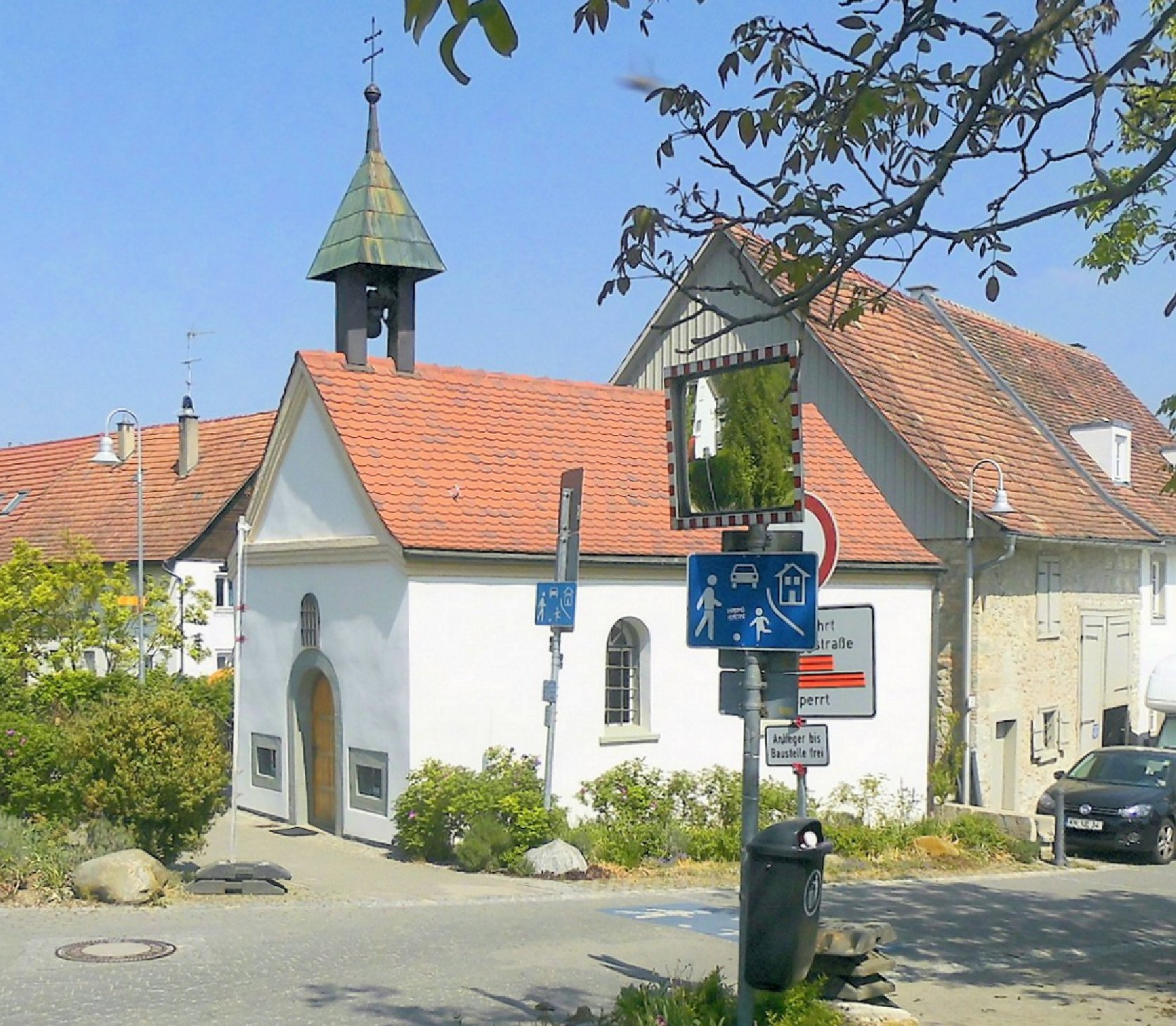
Kirche St. Josef in Egg

Der Ort liegt nördlich der Kernstadt Konstanz am Bodensee an der Landesstraße L 219 zwischen den beiden Konstanzer Stadtteilen Litzelstetten und Allmannsdorf. Östlich liegt die 45 Hektar große Insel Mainau.

## Geschichte
Die Gemeinde Allmannsdorf wurde am 1. Januar 1915 mit ihren Ortsteilen Egg, Staad, Hard, Hinterhausen, Sierenmoos und Sonnenbühl nach Konstanz eingemeindet.

## Naturschutzgebiete
Nördlich vom Ort erstreckt sich das 11,72 Hektar große Naturschutzgebiet Nördliches Mainauried.